# Antichasia
Die Antichasia (griechisch Αντιχάσια; alternative Transkriptionen: Andichasia und Antichassia) sind eine Gruppe von Bergen in den griechischen Regionen Westmakedonien und Thessalien mit einer maximalen Höhe von 1416 m (Berg Oxya). Sie werden den östlichen Ausläufern des Pindos-Gebirges zugerechnet.

## Geographie
Die Antichasia-Berge begrenzen die westliche thessalische Ebene, welche durch das Tal des Flusses Pinios und seinem Nebenfluss Litheos von Kalambaka nach Trikala gebildet wird, nach Norden hin: hierdurch wird die westliche thessalische Ebene zur südlichen und südwestlichen Begrenzung des Antichasia-Berge. Der Fluss Litheos, der in den Antichasia-Bergen selbst entspringt, grenzt den südlichen Teil der Antichasia-Berge gegen die westliche thessalische Ebene ab. Nach der Mündung des Litheos in den Pinios östlich von Trikala bildet der Pinios die nun südliche Begrenzung der Antichasia-Berge. Diese erstrecken sich nach Osten bis zum Tal von Farkadona als dem südöstlichsten Punkt der Antichasia-Berge. Östlich dieses Tals liegen die Zarkou-Berge (Ori Zarkou). Das Tal von Farkadona begrenzt die Antichasia nach Osten bis zu seinem Ende bei der Ortschaft Diaselo. Bei Diaselo führt ein Pass zwischen den Antichasia im Westen und den Ori Zarkou im Osten in das Tal des Oberlaufs des Flusses Titarisios zur Ortschaft Vlachogianni. Der Oberlauf des Titarisios mitsamt seinem Tal begrenzt die Antichasia nach Osten und Nordosten bis zur Einmündung des Bachs, welcher von Westen her kommend aus der Ortschaft Kranea Elassonas in den Titarsios mündet. Dieses Gewässer bildet in seinem Verlauf eine Talmulde bis zu seiner Quelle bei der Ortschaft Deskati. Diese Talmulde wird im Norden von den Kamvounia-Bergen flankiert, im Süden von den Antichasia. Westlich von Deskati übernehmen die kleinen Nebenflüsse des Aliakmonas und die durch sie gebildete Ebene vor dem Durchbruch des Alikamonas zwischen Kamvounia-Bergen und Vourinos-Massiv nach Osten die Abgrenzung der Antichasia-Berge in nordwestliche Richtung. Die Antichasia-Berge setzen sich über einen Pass nach Nordwest in die Chasia-Berge im Regionalbezirk Grevena fort. Die weitere Begrenzung der Antichasia-Berge nach Westen und Südwesten wird durch den Fluss Ion (Mourganis) gebildet, der bei der Ortschaft Mourgani in den Pinios mündet.
Die Antichasia-Berge haben einen Ost-West-Durchmesser von 40 bis 50 km und einen Nord-Süd-Durchmesser von 30 bis 38 km. Der höchste Punkt, die Oxia mit 1416 m Höhe liegt an der östlichen Begrenzung des Massivs durch das Tal des Oberlaufs des Titarisios. Die Gipfel an den südöstlichen Ausläufern der Antichasia nordwestlich von Farkadona erreichen maximal 831 m Höhe.
Mehrere Flüsse haben ihre Quelle in den Antichasia-Bergen. Sie drainieren ohne Ausnahme in den Pinios. Der größte Fluss der Antichasia ist der Ion (Mourganis) im Westen des Massivs. Der Litheos entspringt südlicher als der Ion und teilt die Antichasia in einen westlichen und in einen südlichen Ausläufer. Letzterer wird nach Osten durch den Neochoritis begrenzt, dessen Quelle wenige Kilometer östlich der des Litheos lokalisiert ist. Der Titarisios im Osten wird durch zahlreiche kleine Nebenflüsse, welche der Ostflanke der Antichasia entspringen, gespeist.
Zu den Antichasia-Bergen werden auch die Meteora-Felsen in der nördlichen und östlichen Umgebung von Kalambaka gezählt, obwohl sie aufgrund ihrer morphologischen Besonderheit als einzelne Berggruppe aufgefasst werden.

## Geschichte
Neben der insbesondere kulturgeschichtlich herausragenden Bedeutung der Meteora-Klöster waren die an die Antichasia-Berge angrenzenden Gebiete, insbesondere der thessalischen Ebene, schon in der Antike besiedelt. Beispiele für solche Siedlungen sind die Stadt Farkadon am Austritt des Neochoritis aus den Bergen sowie die Stadt Pellineon westlich von Farkadon und östlich der gegenwärtigen Ortschaft von Taxiarches. Die antike Stadt Ereikinio (Erikinio) liegt an den östlichen Ausläufern der Antichasia im Tal des Oberlaufs des Titarisios, die antike Stadt Malloia (Mallia) weiter nördlich im gleichen Tal am Nordostzipfel der Antichasia.

## Bevölkerung
Die Antichasia-Berge liegen an der Schnittstelle dreier Regionalbezirke: Larisa im Osten und Norden, Trikala im Süden und Westen sowie Grevena im Norden. Größere Ortschaften, die Stadt Kalambaka ausgenommen, sind:
- Verdikoussa im Regionalbezirk Larisa, welche in nur kurzer Entfernung ostnordöstlich des Hauptgipfels Oxia liegt,
- Ichalia im Tal des Neochoritis im Südosten,
- Koniskos südlich der Quelle des Ion, nördlich der Quelle des Litheos und nordwestlich der Quelle des Neochoritis.

Insbesondere an der Grenze der Antichasia-Berge zur westlichen thessalischen Tiefebene finden sich Städte wie Kalambaka und vor allem Trikala sowie größere Ortschaften wie Rizoma, Vasiliki, Paleopirgos, Megalochori, Taxiarches und am südöstlichen Zipfel Farkadona. An den nördlichen Begrenzungen finden sich die Ortschaften Deskati am Fuß der Kamvounia-Berge sowie Kranea Elassonas.

## Verkehr
Die Antichasia-Berge werden ringsum von griechischen Nationalstraßen umgeben. Im Westen verläuft von Nordwesten aus Metsovo bzw. Panagia kommend die Nationalstraße 6 (Europastraße 92) entlang des Pinios-Tals über Kalambaka nach Trikala im Südosten. Ab Trikala verläuft die Nationalstraße 6 nach Osten über Megalochori und Farkadona nach Larisa nördlich des Verlaufs des Pinios. Im Nordwesten und Norden verläuft die Nationalstraße 26 über Deskati und Kranea Elassonas exakt entlang der nördlichen und nordwestlichen Begrenzung der Antichasia-Berge. Im Osten verläuft in einigen Kilometern Abstand die Nationalstraße 3 (Europastraße 65) von Elassona nach Vlachogianni. Von dort aus schwenkt sie allerdings nach Osten, um Tyrnavos zu erreichen. Ab Oktober 2007 beginnen die Bauarbeiten an der Autobahn 3 (Odos Kendrikis Elladas), welche entlang der Trasse der Nationalstraße 6 von Panagia an der Autobahn 2 (Egnatia Odos) über Kalambaka nach Trikala (und weiter nach Lamia) führen wird.